# Cotoca

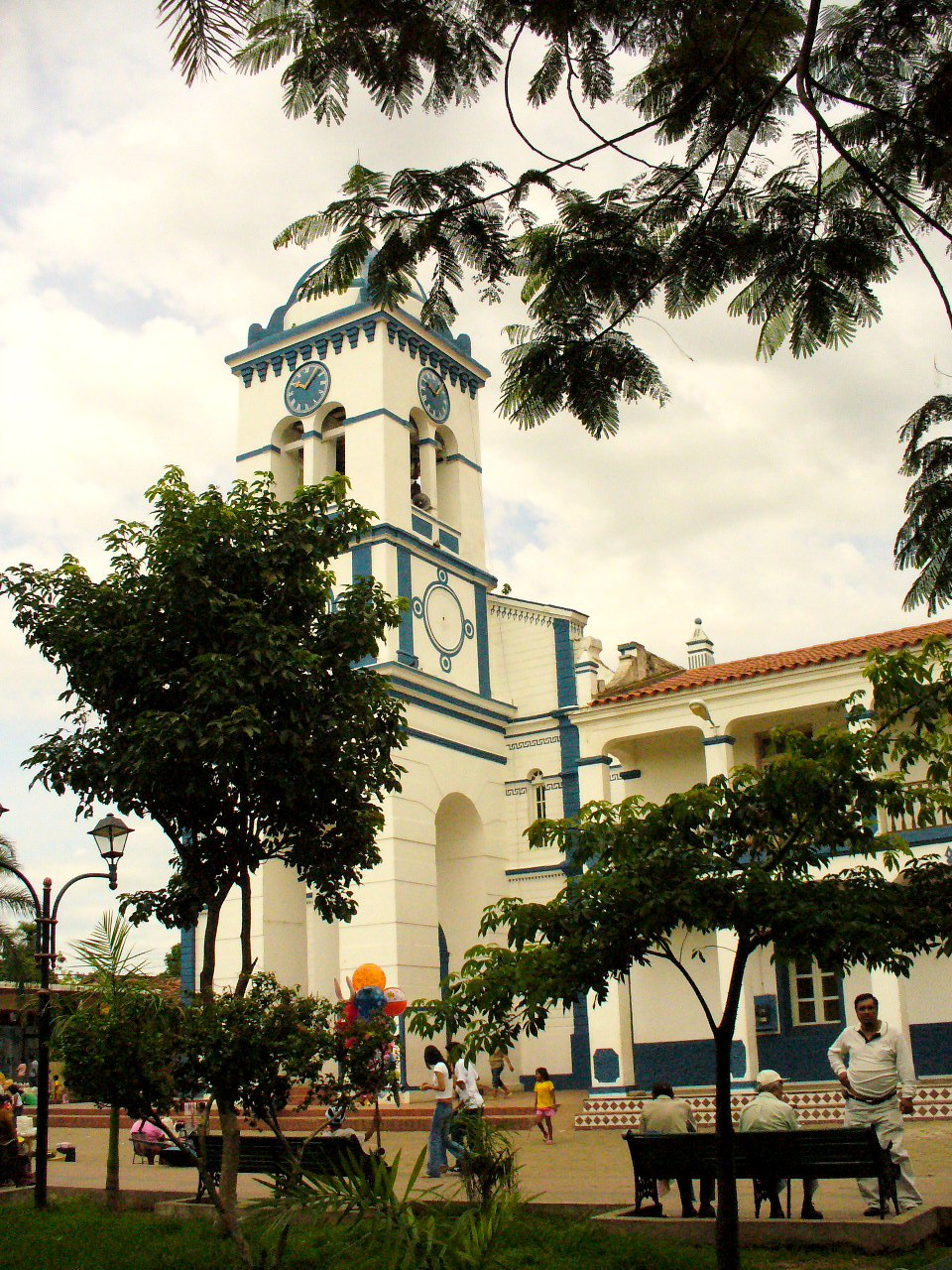
Igreja de Cotoca, Santa Cruz, Bolívia.

Cotoca é uma cidade da Bolívia localizada na província de Andrés Ibáñez, departamento de Santa Cruz. Está situada 19 km a leste de Santa Cruz de la Sierra.
Cotoca é sede do santuário da Virgem de Cotoca, "Patrona do Oriente Boliviano", onde se venera a Santa Imagem da Virgem. Sua festa religiosa é realizada no dia 8 de dezembro, quando chegam peregrinos de Santa Cruz e de outras partes de Bolivia. Estima-se que mais de 200 mil pessoas comparacem a festa da Virgem.